# 게일 로빈스

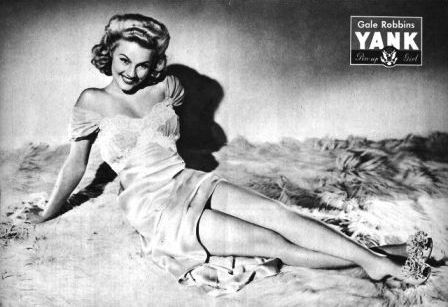

게일 로빈스(Gale Robbins, 1921년 5월 7일 ~ 1980년 2월 18일)는 미국의 영화배우, 가수, 배우, 모델이다.
인디애나주에서 태어났다.

## 영화
- 걸 인 더 레드 벨벳 스윙 (1955년)
- 캘러미티 제인 (1953년)
- 벨 오브 뉴욕 (1952년)
- 쓰리 리틀 워즈 (1950년)
- 오, 아름다운 인형 (1949년)
- 바클레이스 오브 브로드웨이 (1949년)
- 인 더 민타임, 다링 (1944년)